# Sullana
Sullana je městu v Peru, které je správním městem okresu Sullana a provincie Sullana. Nachází se v regionu Piura. Měst založil v roce 1783 Baltasar Jaime Martínez Compañón – tehdy pod názvem Santísima Trinidad de La Punta. Nachází se u pobřeží na severu země. Podle peruánského statistického úřadu mělo v roce 2012 celkem 233 615 obyvatel, což z něj dle obyvatel činilo dvanácté největší město v Peru.
Město se nachází na břehu řeky Chira. Obklopuje ho pohoří Amotape. Rozloha činí 488,01 km², hustota zalidnění je tedy 320,90 osob/km².

## Podnebí
Město se nachází ve střídavě vlhké části tropického pásu klima. Vlhkost dosahuje v průměru 65 %, v létě však může dosáhnout 90 %. Roční průměrná teplota je 26° celsia, nejvyšší teploty se pohybují kolem 40° celsia, nejnižší pak kolem 19° celsia.

| Sullana – podnebí           | Sullana – podnebí | Sullana – podnebí | Sullana – podnebí | Sullana – podnebí | Sullana – podnebí | Sullana – podnebí | Sullana – podnebí | Sullana – podnebí | Sullana – podnebí | Sullana – podnebí | Sullana – podnebí | Sullana – podnebí | Sullana – podnebí |
| Období                      | leden             | únor              | březen            | duben             | květen            | červen            | červenec          | srpen             | září              | říjen             | listopad          | prosinec          | rok               |
| --------------------------- | ----------------- | ----------------- | ----------------- | ----------------- | ----------------- | ----------------- | ----------------- | ----------------- | ----------------- | ----------------- | ----------------- | ----------------- | ----------------- |
| Průměrné denní maximum [°C] | 32,2              | 33,4              | 33,4              | 32,4              | 30,5              | 28,5              | 27,1              | 27,3              | 27,9              | 28,5              | 29,2              | 30,8              | 33,4              |
| Průměrná teplota [°C]       | 26,2              | 27,2              | 27,2              | 26,1              | 24,5              | 22,5              | 21,2              | 21,2              | 21,5              | 22,1              | 22,8              | 24,4              | 23,9              |
| Průměrné denní minimum [°C] | 20,0              | 21,1              | 21,1              | 19,8              | 18,5              | 16,6              | 15,4              | 15,2              | 15,2              | 15,8              | 16,4              | 18,1              | 17,8              |
| Průměrné srážky [mm]        | 6                 | 16                | 37                | 9                 | 1                 | 0                 | 0                 | 0                 | 0                 | 1                 | 1                 | 1                 | 72                |
| Zdroj: Climate-data         |                   |                   |                   |                   |                   |                   |                   |                   |                   |                   |                   |                   |                   |

## Partnerská města
- Vitoria-Gasteiz, Španělsko
- Arlon, Belgie
- Havana, Kuba
- Cuenca, Ekvádor
- Loja, Ekvádor